# Bombenanschlag im Apennin-Basis-Tunnel
Bei dem Bombenanschlag im Apennin-Basis-Tunnel auf den Rapido 904 am 23. Dezember 1984 im Apenninbasistunnel starben 17 Menschen, 267 wurden darüber hinaus verletzt.

## Ausgangssituation
Der Rapido 904 verkehrte von Napoli Centrale nach Milano Centrale. Aufgrund des bevorstehenden Weihnachtsfestes war er mit 700 Reisenden überbesetzt. Sein letzter Verkehrshalt vor dem Anschlag war der Bahnhof Firenze Santa Maria Novella. Dort hatte der Attentäter die Bombe in einer Gepäckablage in einem Wagen 2. Klasse in der Mitte des Zuges deponiert. Sie war mit einem ferngesteuerten Zünder versehen.
Kurz vor Bologna, gegen 19 Uhr, musste der Zug den 18,5 km langen Apenninbasistunnel durchfahren. Der Zug hatte hier eine Geschwindigkeit von etwa 150 km/h.

## Anschlag und die Folgen
Um 19:08 Uhr war der Zug etwa 8 km weit in den Tunnel hineingefahren. In diesem Moment löste der Attentäter per Fernsteuerung die Explosion der Bombe aus. Damit stellte er eine maximale Zerstörungskraft der Bombe sicher. Der Explosionsdruck war so stark, dass die meisten der doppelt verglasten Scheiben des Zuges und auch die Innenverglasung eingedrückt wurden. Die umherfliegenden Glassplitter verletzten viele.
Da die Notbremse gezogen wurde, erfolgte eine Zwangsbremsung und der Zug kam etwa 8 km vor dem nördlichen Portal zum Stehen. Der Schaffner des Zuges, selbst verletzt, konnte eines der Diensttelefone erreichen und Hilfe herbeirufen. Diese war aber nur sehr schwierig zu leisten. Zunächst kam am südlichen Ende Rauch aus dem Tunnel, was die dort ankommenden Rettungsfahrzeuge hinderte, in die Röhre hineinzufahren. Das erwies sich letztendlich aber als glücklicher Umstand, da starker Nordwind den Tunnel so von Rauch und Staub frei hielt. Niemand wusste, was geschehen war. Das Licht im Zug erlosch nach und nach, als die Batterien in den Wagen erschöpft waren. Es dauerte 1 ½ Stunden, bis die ersten Rettungsfahrzeuge bis an den Zug herangefahren waren. Aber auch dann war die Rettung in der engen Tunnelröhre schwierig. Durch die vorherrschende Windrichtung blieb der nördliche Tunnelabschnitt relativ gut zugänglich. Dieser führte in Richtung des nahe gelegenen Bologna, wo Krankenhäuser und andere Hilfsdienste zur Verfügung standen. Nach dem Attentat auf den Italicus Express 1974 und dem Anschlag auf den Bahnhof Bologna Centrale 1980 bestanden Notfallrettungspläne, die nun griffen.
Der beschädigte Zug wurde abschnittsweise geborgen: Zunächst zog eine Diesellokomotive den vorderen Zugteil aus dem Tunnel, so dass die Rettungskräfte direkt zu dem Wagen gelangten, in dem die Bombe explodiert war. Dann wurde ein Hilfszug in den Tunnel geschickt. Noch immer wurde das Ausmaß des Anschlags unterschätzt: Lediglich ein Arzt befand sich in dem Hilfszug. Mit diesem Zug wurden die Verletzten aus dem hinteren Zugteil geborgen, in den Bahnhof von San Benedetto Val di Sambro und anschließend mit Rettungsfahrzeugen über die Straße zu einem Krankenhaus in Bologna gefahren. Der Hilfszug nahm anschließend sofort die Rettung weiterer Reisender auf. Die Abgase der Diesellokomotive stellten ein weiteres Problem dar: An die noch im Tunnel Verbleibenden mussten Sauerstoffmasken ausgegeben werden.

## Motiv
Der Bombenanschlag sollte dazu dienen, die italienischen Sicherheitskräfte von Untersuchungen gegen die Cosa Nostra abzulenken, nachdem im September das Geständnis des Ex-Mafiosos Tommaso Buscetta gegenüber dem Mafia-Ermittler Giovanni Falcone zu einer Reihe von Haftbefehlen geführt hatte, was schließlich in einem Großverfahren gegen 474 Mafiosi, dem sogenannten Maxi-Prozess, endete. Zunächst gerieten allerdings extreme politische Gruppen in Verdacht, das Attentat verübt zu haben. Es gingen auch Bekennerschreiben sowohl rechts- als auch linksradikaler Gruppierungen ein.

## Gerichtliche Aufarbeitung
Im März 1985 wurden die Mafia-Bosse Pippo Calò und Guido Cercola in Rom wegen Drogenschmuggels verhaftet. Am 11. Mai fand man im Keller von Calòs Versteck in der Nähe von Poggio San Lorenzo Waffen, Fernsteuerungen und den gleichen Sprengstoff, der beim Anschlag auf den Schnellzug 904 verwendet worden war. Im Januar 1986 erhob Staatsanwalt Pier Luigi Vigna Anklage gegen Calò und Cercola. Cercola hatte Verbindungen zu dem deutschen Sprengstoffexperten Friedrich Schaudinn.
Im Februar 1989 wurde Giuseppe Calò verurteilt, weil er den Bombenanschlag organisiert hatte. Ihm wurden Verbindungen sowohl zur Camorra als auch zu rechtsextremistischen, neofaschistischen Gruppen und zur Geheimorganisation Propaganda Due nachgewiesen. Er und weitere angeklagte Mafiosi erhielten lebenslange Haftstrafen. Diese wurden auch in den Verfahren der folgenden Instanzen aufrechterhalten. Schaudinn konnte fliehen. Zwei zu geringeren Strafen verurteilte Mittäter wurden 1991 von der Mafia ermordet. Erst im April 2011 konnte Salvatore Riina, Oberhaupt der Sizilianischen Mafia-Kommission, als der hinter dem Anschlag Stehende verurteilt werden.
Der gleiche Sprengstoff, mit dem der Anschlag auf den Rapido 904 erfolgte, wurde auch am 19. Juli 1992 bei dem Attentat auf Untersuchungsrichter Paolo Borsellino verwendet, der gegen die Mafia ermittelte.